# Lebetain
Lebetain es una comuna francesa situada en el departamento del Territorio de Belfort, de la región de Borgoña-Franco Condado.
Los habitantes se llaman Lebetinois.

## Geografía
Está ubicada a 20 km al sureste de Belfort y fronteriza con Suiza.

## Demografía
| 322 | 306 | 347 | 392 | 419 | 393 | 456 | 434 | 418 |
| Para los censos de 1962 a 1999 la población legal corresponde a la población sin duplicidades (Fuente: INSEE [Consultar]) |     |     |     |     |     |     |     |     |